# 椿ナイトクラブ
『椿ナイトクラブ』（つばきナイトクラブ）は、哲弘による日本のギャグ漫画作品。『週刊少年チャンピオン』（秋田書店）にて、2006年18号から2007年33号まで連載された。単行本は全7巻。
暴力団血゛極組（ぢごくぐみ）の組長の孫娘椿五十六が、祖父を正義の騎士団団長と勘違いして自分も祖父のような立派な騎士になると決め、幼なじみの三島茜を守るために騎士団（ナイトクラブ）を結成して他の学校のナイトクラブを相手に暴れ回るドタバタコメディー。話が進むにつれて主要キャラクターの殆どが変態、もしくは常軌を逸した天然思考ということが判明し、一部で絶大な人気を得ている。舞台の入曽市のモデルは埼玉県狭山市入曽地区である。

## 登場人物
登場人物の名前は、日本の旧帝国軍人や右翼思想論者およびその関係者をモチーフとした名前が多い。また、多くの必殺技・武器の名前は神話・伝説上の武器や生物から取られている。

### 赤城中学関係者

#### 生徒
椿 五十六（つばき いそろく）（♀）
本作品の主人公。赤城中学1年1組→2年1組在籍。暴力団血゛極組（ぢごくぐみ）組長の孫娘。だが彼女自身は自分の祖父がヤクザであることは認識しておらず、正義と平和を守る騎士団として認識している（彼女の両親はごく普通の一般人として生活している）。祖父を心底尊敬しており、自分も祖父のような立派な騎士になると決め、今では赤城中学の騎士団（構成員は当初五十六と真琴だけで茜は姫扱い）で「鉄拳の五十六」としてその名を馳せている。
両腕に常に手甲（鉄拳）を装着している他、「エクスカリバー」と呼んでいる匕首と「魔拳レーヴァテイン」と呼んでいるメリケンサックを所持。
貧乳という理由で鏡尋人の男子魅了の影響を受ける（ただし持続時間は必勝に比べると圧倒的に短い模様。また男子魅了状態になっているときには鏡が美しい茜に見えている）。
藤花に匹敵する美脚の持ち主。
泣き虫でわがまま、人の話は聞かない上に妄想癖が非常に激しい性格。
名前の由来は56回目でやっとできた子供だから。
名前のモチーフは山本五十六。
三島 茜（みしま あかね）（♂）
五十六の幼なじみの男の子。赤城中学2年3組→3年?組在籍。この漫画では当初最もまともな感性の持ち主だったが…いつも五十六をはじめとする各騎士団の巻き起こす災難に巻き込まれ、その中の一部の変態から貞操の危険すらある受難の日々を送っていくうちに自身の中にある変態部分に目覚めてしまった。作中では茜ちゃんと呼ばれることが多い。あらすじなどでの通称は茜姫。
異性に対する性的興味は同年代の男子とくらべても平均以上に強いのだが、それがいつも裏目に出てばかりいる。また極度の不幸体質でもあり、おみくじで「凶」が出て喜ぶほど（過去は「大凶」「超凶」「極凶」を引いてばかりいた）。
かつては金魚に「ジョルジュ」という名前を付けて飼育していたが死んでしまい、その後夏祭りの縁日にてナマズを「2代目ジョルジュ（五十六が命名）」としてもらい受けることになる。それが縁で西東との親交ができる。
変態部分は女装癖。
名前のモチーフは三島由紀夫。
トオル&ヒロシ（♂）
茜のクラスメイト（悪友）。金髪がトオルで黒髪がヒロシ。
何かとのぞきやエロ本の探索を企むことが多く、その際にいつも茜を誘っている。
紅砂 真琴（あかさ まこと）（♀）
紅砂蓮の妹で五十六のクラスメイトかつ親友。幼い頃からいじめられていたせいか引っ込み思案な性格。
巨乳（中一であることを考えるとスゴイ発育ぶりの）であり、ガンマニアで胸の谷間などに拳銃を携帯している。また、モデルガンであっても実弾が撃てるように改造できる技術も持つ（ただし彼女の今の技術では実弾一発が限界）。
最近はバズーカやミサイルまで入手してくるなど、所持している兵器のグレードがかなりエスカレートしてきている模様。
お気に入りの銃は父親の残した本物の拳銃である「魔銃フェンリル」（五十六が命名?）。
瑞木 輝（みずき ひかる）（♀）
赤城中学1年在籍で五十六より1学年下に当たる。瑞木綾女の妹。通称おでこちゃん。
「姫」である茜とそれを守る五十六、という2人に中学入学前から憧れており、中学入学後は赤城中学騎士団とよく行動をともにしている。口が上手い。

#### 教員
田代 まさとし（たしろ まさとし）（♂）
赤城中学の教師。片手に盗撮用としか思えないハンディカムをいつも持ち歩いている。
テレビで逮捕のニュースがあってからは教師を辞職したかに思われたが、証拠不十分で釈放。現在は再び赤城中学の教員に復帰している。
変態部分は盗撮癖。
モデルは田代まさし。
千歳先生（ちとせせんせい）（♀）
田代先生の後任で入ってきた女教師。赤城中学で結成されている騎士団を潰し自分の株を上げようと企み、そのためには手段を選ばない腹黒教師。
何人かの学内の生徒を自分の手下（奴隷）にしており（彼らには「MS（マンスレイブ）」「WS（ウーマンスレイブ）」が刻印されたタグ付きの首輪が装着されている）、彼らを利用して色々な策謀を巡らせることも多い。また文化祭では彼らを利用していかがわしい模擬店を作ったり、体育祭ではグラウンドのトラック内に彼らを忍び込ませ、五十六を潰そうとした。
貧乳がコンプレックスで、胸の成長は全くと言っていいほど無い（mm単位の成長すら無い）。そのため巨乳の持ち主には激しい憎悪を示す。
荒縄を飛ばして瞬時に相手を縛る技を持つ。
変態部分は典型的な女王様気質であるサディスト。
名前のモチーフは旧日本海軍航空母艦の千歳。
校長先生（♂）
赤城中学の校長。赤城中学文化祭にてあまりにも破廉恥な店が出されていることに激怒し、対象となった店の営業を中止させるが、その直後千歳先生に調教され彼女の奴隷となってしまう。

#### 保護者
椿 秀右衛門（つばき しゅうえもん）（♂）
暴力団血゛極組（ぢごくぐみ）組長で五十六の祖父。「鉄拳の秀右衛門」の異名を持つ。
孫娘の五十六を溺愛し、彼女に近づく輩には容赦なく制裁を加えようとする（というより殺害しようとする）。
若い頃は特攻隊である海軍703飛行隊に所属していた（匂艶書店の店主である寅右衛門も同部隊に所属）。
3年前まで府中の別荘にいたらしい。
戦闘時は筋肉が巨大化する。
名前のモチーフは高野秀右衛門貞通（山本五十六の祖父）。
椿 貞吉（つばき さだきち）（♂）
五十六の父親。秀右衛門の息子。
秀右衛門とは絶縁状態で、五十六が秀右衛門の所に遊びに行くのはあまり快く思っていない模様。
強さは秀右衛門とタメを張るほどの実力を持つ。
名前のモチーフは高野貞吉（山本五十六の実父）。
椿 咲（つばき さき）（♀）
五十六の母親。
普段は温和だが思いこみが激しく、少しでも非があると何かと自殺しようとしてしまう。
瞬間的な強さであれば最強レベルで、秀右衛門と貞吉の喧嘩を止めるほどの実力を持つ。
三島 晴夫（みしま はるお）（♂）
茜の父親。風貌は茜そっくりである。
穏やかで大人しい性格。三島家の家事を一手に引き受けている模様。
妻の由紀（下記）が酔って寝ているときには、それがチャンスとばかりに自分主導でコトを済まそうとするのだが逆に襲われてしまう。
三島 由紀（みしま ゆき）（♀）
茜の母親。
かなりグータラな性格で、茜のことは基本的に放任気味。家事一切は夫の晴夫に一任しており、いつもゴロゴロしていることが多い。かなりの大酒飲みでもある。茜が問題を起こした時は非常に容赦がない。
夫婦で合わせて名前のモチーフは三島由紀夫。
紅砂 蓮（あかさ れん）（♂）
こちらを参照。
瑞木 綾女（みずき あやめ）（♀）
不良グループのリーダー的存在で、通り名は「喧嘩煙管の綾女」。その名のごとく灰皿をテーブルごと貫く鋼鉄製の煙管を武器とする。輝の姉。
割と律儀で気のいい性格であるのだが、思いこみが強く物事を強引にいい方向に考えようとする傾向がある。
第1話でマッスルドッキングハンバーガー店内にて五十六と闘うが、煙管を壊され戦意喪失してしまい敗北。
その後、戦いの際に壊した備品を弁償するためにマッスルドッキングハンバーガーにてバイト中の生活を送っていた。
まじめにバイトを続けていた甲斐あってマッスルドッキングハンバーガーでの借金を完済することはできたものの、今度はゾディアック前で五十六達と鏡との乱闘騒ぎに巻き込まれ、店の備品を損壊した責任を負わされ鏡と共にそのままゾディアックでバイトをすることになった。
かつてはかなりのヘビースモーカーであったが、健康的な生活を送ってきた影響か体が煙草を受け付けなくなっていた（その為か戦闘能力が極端に落ちている）。

### 天城中学関係者
千草 槙（ちぐさ まき） ＝ ボンデージ仮面（♀）
天城中学の騎士団のリーダー。2→3年生。金属製のブーツ（鉄脚）を武器とする。通り名は「鉄脚の槙」。
成績優秀、容姿端麗で周囲からの信望も厚い姉御肌の人物ではあるが、実はカナヅチ（鉄脚のまま泳ぐため）。それが五十六達に露見されてからは変態性を開花させていくこととなる。
鉄脚を外すと超高速で着替えをすることが可能。しかもこの着替え技は他人にも使える上に服の交換すら可能。
プライドの高い藤花をして「完璧」と言わしめるほどのプロポーションの持ち主。
変態部分は縛られると悦ぶマゾヒスト、恥ずかしい目にあうもしくはその状況に陥ることを想像して悦ぶ痴女。自らの肢体を衆人の目に晒すことに喜びを見出す露出狂などなど。ノリだすと彼女は止まらない。

### 元神鷹中学関係者
読みは、「しんようちゅうがく」。
三輪 明仁（みわ あきひと）（♂）
神鷹中学の騎士団のリーダー。3年生→高校1年。刃を仕込んだ籠手「神鷹爪（ホルスクロウ）」を武器として正義を乱す悪人を切り裂くのを信条とする。ただし自分の正義が絶対としているためしばしば周囲との軋轢を起こす。
変態部分は重度の貧乳マニアであり、そのため、当初は五十六に告白しようとしていたが、それ故、茜に出会ったときに「男の乳はおっぱいだ!」（本人いわく2cmまでがおっぱい）として、その条件にぴったりな茜を自分のものにしようとした…つまり ホモの部分まで獲得した。茜姫をめぐる五十六の最大のライバルであり、幾度も争奪戦を繰り広げた…しかし五十六のおっぱいが、育ち盛りにもかかわらず、出会った頃からまったく成長していない事実を知った彼は、再び五十六もターゲットとして認識するようになった。「茜姫＝本命 五十六＝保険」と考えている。
地面を這う四筋の衝撃波を放つという現実離れした必殺技を持つ。技名は彼の得物と同名の「神鷹爪」。衝撃波が通った跡の地面は見事にえぐれており、かなりの破壊力を持つ。後に胸を大きくしない胸の愛で方を開発、それを応用した技「神鷹嘴（ホルスファング）」を編み出すことに成功する。
名前のモチーフは美輪明宏。

### 山越女子高校関係者
森 隼未（もり はやみ）
山越女子高校2年→3年に在籍。三輪に好意を抱いていて、かつて彼のために巨乳になろうとしそれには成功したものの彼が重度の貧乳マニアであり、努力が無駄であったことを知ってしまう。以後は三輪が好意を抱いている茜に嫉妬心を抱き、様々な行動を起こしている。
女子高に在籍しているにもかかわらず、どういうわけか、男と同じあれがある。
必殺技は「隼爪（ホルスクロウ）」。三輪のそれと名前は同じだが、本家はこちらの方で、本来は高速で動いて物を奪い取る技である。
名前のモチーフは旧日本陸軍の航空機の隼（一式戦闘機）。

### 蓮獄騎士団関係者
紅砂 蓮（あかさ れん）（♂）
蓮獄騎士団のリーダー。高校生。両腕に取り付けた籠手「神授腕（しんじゅわん）」が武器（左腕は無敵防御、右腕は必誅）。
詐欺師だった父親が逮捕されており（現在も父親は府中刑務所に服役中の模様）、そのせいでいじめられていた妹を守るために今の強さを身につけた。そのためヤクザやチンピラなどの悪人を激しく憎悪しており、すべてのゾク、ヤクザ、騎士団とは対立状態にある。
「神授腕」を装備した状態では騎士団最強とも言われ、未着状態でも彼女である由美と同程度の力を持つ。
クールな風貌とは裏腹にテンションが上がると自分の本音を暴露してしまうことが多く、「男はマザコンでありロリコン（シスコン）だからな!!!!」は彼の名言の一つに数えられる。
変態部分は妹の真琴を心配しすぎるが故に重度のシスコンになっていること、「女の筋肉＝母のようなもの」と解釈していることからマザコンであること。
実力もトップクラスだが、変態の度合いもトップクラス。人間関係を筋肉に例えた独自の美学を持つ重度の筋肉フェチでもあり、必勝の筋肉全てが大好きと豪語する。
盗撮、盗聴もお手の物で、必勝と真琴の衣類には毎回のように盗聴器や小型カメラをしかけている。学校行事などでは、真琴を盗撮するためにしばしばどこかに潜んでいる。彼女たちには怒りを超えて呆れられている。
必勝 由美（まさかつ ゆみ）（♀）
元フレイア騎士団所属の筋肉質な女性。中学3年生→紅砂蓮と同じ高校の1年。通り名は「雷槌（いかづち）の必勝」。特に武器は持たず徒手空拳のみで闘う。得意技は大地を割る威力を誇るの拳「神の雷槌」。
男子魅了の影響を受けて鏡に絶対の忠誠を誓っていたが、鏡が自分を利用しているだけだと知り彼の下を離れる。現在は蓮と付き合っている。彼の妹である真琴とも仲が良く、一緒に買い物に行ったりもする。紅砂蓮が本音を漏らしたりした時には真琴と協力して突っ込みを入れる事もある。際どいデザインの下着を着けていることが多い。
家事のスキルも高く家庭的な性格をしており、外見をのぞけば常識人である。
名前のモチーフは森田必勝。

### 大日本闘将連合関係者
西東 青（にしあずま しょう）（♂）
暴走族「大日本闘将連合」通称「闘神暴（とうじんぼう）」の三代目総長。高卒。
かつては弱小チームだった闘神暴を彼の力で関東最大のチームにまで成り上げさせたほどの実力者で、五十六の祖父とも対等に渡り合える程の実力を持つ。
ナマズを飼育しており、「ナマズ好きな奴に悪い奴はいねぇ」と断言するほど。そのためか同じようにナマズを飼育している茜とはウマがあう。
また、友となった人の友人の奇行も許すなどの度量の広さも併せ持つ。
数少ない常識人として茜に慕われており、それが原因で五十六には敵視され、龍には嫉妬されている。
五十六に買い換えたばかりのバイクを破壊されたり、ナイトクラブ間の争いで、彼がナマズを飼育している行き付けの喫茶店を半壊させられるなど、割と不幸な目に合っている。卒業後は迷惑をかけた人への謝罪のための行脚を終えてアマゾンへと旅立った。
多門 龍（たもん りん）（♀）
闘神暴親衛隊である大日本闘将連合騎士団所属の女性。「飛龍」と呼ばれるバールの二刀流である「双飛龍（ワイバーン）」の使い手。西東（の筋肉美）に心酔している。最近は茜の肉にも興味を持ち始めた模様。必殺技は「黒飛龍牙（ニーズヘッグファング）」。
変態部分は男の筋肉美に目がない筋肉マニア。普段は割と常識人の部類にはいるが、男の筋肉が絡むと見境がなくなりいろいろな奇行に走ることが多い。
アマゾンに行った西東を当然のごとく追いかけ、もはやストーカーのように遠目から西東の肉を写真に収め続けている。

### フレイア騎士団関係者
鏡 尋人（かがみ ひろと）（♂）
フレイア騎士団のリーダー。自分の美しさに絶対の自信を持ち、醜いモノに触れたくないがために普段は甲冑を身に着けているがその重さで自分の力で歩けないので車で移動する。外道な性格で好意を寄せる必勝を利用し続けていた。
男子をその視線で確実に魅了する技「男子魅了（バンコラン）」の使い手。しかし女性であっても男子並の貧乳である五十六と男子以上の筋肉を持つ必勝は影響を受ける。ただし男性であっても西東には高校生で男子って歳でもないという理由で、また茜には姫だからという理由で通用しない。
現在は軽量化した鎧を身につけているため単独行動が可能になった（ただし防御力は低下している）。
変態部分は自分の事を「美の化身」と呼ぶほどの重度のナルシスト。

### 桜花騎士団関係者
剣 藤花（つるぎ とうか）（♀）
桜花騎士団のリーダーで、鈎爪「聖爪ロンギヌス」の使い手の大富豪令嬢。桜花女子高等学校1年→2年。花子曰く「性格が最悪」とのこと。
大人になると悪行ばかりしてしまうので、死後に地獄に堕ちたくないが故に今のうちに善行を施そうとし、それまでに行った善行と悪行をポイント付けして地獄手帳（ヘルノート）に記入している。しかしながらその善行はどこかずれていることが多い。
父親の過去の影響から自身の美脚にこだわりを持つ。
変態部分はお嬢様気質系統のサディスト。
名前のモチーフは特攻兵器の剣（藤花）および『仮面ライダー剣』の剣崎一真。
橘 花子（たちばな はなこ）（♀）
藤花の親友で桜花騎士団の構成員。桜花女子高等学校2年→3年。藤花の行動にいつも振り回されている。だが本人は性格の悪い藤花に仕えていることをむしろ喜んでいる。
かわいい女の子が大好きで、五十六にも興味を持っているが、本命は藤花の模様（決して自分のものにはならないところがイイらしい）。
作中トップクラスの巨乳の持ち主でもある。
変態部分はレズビアンおよびマゾヒスト。しかしながら藤花が困っているところを見て喜ぶあたりにサディストの気質もあるようだ。
名前のモチーフは旧日本海軍の試作航空機の橘花および仮面ライダー剣の橘朔也。
ジェファーソン（♂）
剣家に仕えている執事。
剣 山雄（つるぎ やまお）（♂）
藤花の父親。

### その他
寅右衛門（とらえもん）（♂）
匂艶書店の店主。普段はぼけているが、自分の店で万引きが行われたと察知すると豹変、筋肉を巨大化させて万引き犯を成敗しようとする。
若い頃は特攻隊である海軍703飛行隊に所属していた（血゛極組組長である秀右衛門も同部隊に所属）。
デーブ（♂）
総合ショッピングビル「入曽パラノイア」にテナントを構える玩具店「おもちゃのゾディアック」の店主。騎士団の利用している武器を（密輸して）仕入れて販売している。中学生相手でもお金のことに関しては非常に厳しく、分単位で利子をかけてくるほど。
その後ゾディアックが橘花子のミスによって破壊された際に駆けつけた警察官に武器の密輸をうっかりしゃべってしまったことにより逮捕された。その後ゾディアックのあった場所には「おもちゃのサンオブサム」が後継テナントとして入居。

## 舞台設定

### 学校
赤城中学校
名前のモチーフは旧日本海軍航空母艦の赤城。
天城大学附属中学校
名前のモチーフは旧日本海軍航空母艦の天城。
私立神鷹中学校（男子校）
名前のモチーフは旧日本海軍航空母艦の神鷹。
山越女子高校（女子校）

### 入曽市シティガイド
マッスルドッキングバーガー
マスコットキャラクターはマッスル・ド・キング。キン肉バーガーセット、プロテイン、ジャンキーセットを売っている。
セブン・スレイブン
匂艶書店
特攻隊帰りの寅右衛門が経営している書店。本（軍隊を主題にした戦前発行と思われる本が中心）はもちろん、旧陸海軍の軍服、軍刀なども置いてあるらしい。その一方でH本コーナーも存在していたりする。
入曽パラノイア

大日本ゾディアック株式会社

喫茶アパズレ
『ヤニーズ』でよく登場する喫茶店。
鏡重工

入曽スポーツセンター

GIGA Scanty

入曽水上公園

雑貨店むた

TATSUYA

喫茶「落ち零れ」
西東が行きつけにしていた喫茶店。彼が飼育していたナマズもここの水槽に飼われていたが、ジェファーソンの放った衝撃波で全壊してしまい、閉店に追い込まれる。
いりそTV

TERA Scanty

秋田古書店
入曽市内にある古書店。エロ本関連を中心に扱っている。

### 出版物ガイド
- 週刊少年チンピラ
- くりーme
- 姫マニアック
- 肉通信
- 露出ライフ